# Kimi no Shiranai Monogatari
Kimi no Shiranai Monogatari (jap. 君の知らない物語, dt. „Die Geschichte, die du nicht kennst“) ist ein J-Pop-Lied der japanischen Gruppe Supercell, geschrieben von Ryo. Supercell veröffentlichten es auf ihrer Debütsingle bei Sony Music im August 2009. Kimi no Shiranai Monogatari war der Abspanntitel der Anime-Serie Bakemonogatari, während die B-Seite Love & Roll das Titellied des Animefilms Cencoroll war. Zum Stück wurde ein Musikvideo produziert unter der Regie von Hirohisa Sasaki. Thematisch handelt das Lied von unerwiderter Liebe.
Die Single war die erste Veröffentlichung von Supercell, bei der nicht der Vocaloid-Gesangssynthesizer Hatsune Miku als Sängerin verwendet wurde, wie beispielsweise bei ihrem Debütalbum Supercell. Stattdessen konnte Supercell die Sängerin Nagi für sich gewinnen, die zuvor unter dem Namen Gazelle Coverversionen auf die Videowebsite Nico Nico Douga einstellte.
Die erreichte Platz 5 in den wöchentlichen Oricon-Singlecharts und erhielt im Februar 2010 mit 100.000 verkauften Exemplaren binnen eines Jahres den Goldstatus der Recording Industry Association of Japan.

## Entstehungsgeschichte
Während der Produktion der Anime-Serie Bakemonogatari 2009 wurde Supercell angeboten den Abspanntitel zu komponieren. Es war bereits geplant, dass Supercell ihr gleichnamiges Debütalbum im März 2009 veröffentlichen, wobei sie dabei den Vocaloid-Gesangssynthesizer Hatsune Miku als Sängerin verwendeten. Anstelle von Miku konnte Supercell die Sängerin Nagi gewinnen, die unter dem Namen Gazelle zuvor Coverversionen auf die Videoplattform Nico Nico Douga einstellte. Kimi no Shiranai Monogatari war damit die erste Veröffentlichung von Supercell die nicht Miku als Sängerin verwendete. Nagi wurde für Kimi no Shiranai Monogatari von Supercells Komponisten und Texter Ryo ausgewählt, der schon Fan ihrer Stimme war, bevor er Ende 2007 damit anfing seine Stücke auf Nico Nico Douga hochzuladen. Etwa den nächsten Tag nachdem Ryo Supercells erstes Lied Melt auf Nico Nico Douga im Dezember 2007 hochlud, tat Nagi das gleiche mit einem Cover von ihr von diesem Stück. Nagi, ihrerseits Fan von Ryos Musik, kontaktierte ihn und beide redeten darüber, eines Tages mal zusammenarbeiten zu wollen. Ihre erste Zusammenarbeit sollte dann Kimi no Shiranai Monogatari werden, wobei Nagi auch die Sängerin für Supercells zweites Album Today Is A Beautiful Day war. Dennoch ist sie offiziell kein Mitglied von Supercell.
Zum Wechsel auf eine menschliche Sängerin sagte Ryo „dass, obwohl er die absolute Kontrolle über den Ton für jede einzelne Phase verliere, die Arbeit mit einer Sängerin ein menschliches Element hinzufüge, das besser mit den Zuhörern resoniere“. Nachdem Ryo Miku Hatsune für die Demo zu Kimi no Shiranai Monogatari verwendete, dachte er zuerst, dass der Tonumfang eine menschliche Sängerin erschöpfen würde, war dann aber erfreut, dass Nagi den gleichen Stimmumfang wie Miku besaß.

## Komposition
Kimi no Shiranai Monogatari ist ein J-Pop-Lied mit Instrumentierung durch E-Gitarre, Bassgitarre, Schlagzeug und Piano. Gemäß einer durch Yamaha Music Media veröffentlichten Partitur ist das Stück im 4⁄4-Takt in A-Dur gesetzt bei einem Tempo von 165 bpm. Das Intro beginnt mit dem Piano begleitet von Nagis Gesang ein und benutzt dann eine Bridge bei der Gitarre und Schlagzeug hinzukommen um auf die erste Strophe überzuleiten. Eine weitere Bridge wird zwischen der ersten und zweiten Strophe verwendet, die beide dieselbe Musik aber einen unterschiedlichen Text verwenden. Nach der dritten Strophe wird ein Break verwendet, gefolgt von der vierten Strophe. Nach einem kurzen Outro wird eine instrumentale coda benutzt um das Lied abzuschließen. Als Ryo den Liedtext schrieb, wollte er weder den Ton noch den Stil der zugrundeliegende Bakemonogatari-Romane verwenden, da er empfand, dass deren Autor Nisio Isin ein originelleres Stück mehr schätzen würde. Daher schrieb er eine andere Geschichte mit Anleihen aus der allgemeinen Handlung der Romane. Der Liedtext handelt von einem Mädchen mit einer unerwiderten Liebe, die ihre Gefühle nie ihrer geliebten Person vermitteln konnte.
Das Cover verwendet eine Illustration des Sommerdreiecks im Sternenhimmel von Shirow Miwa. Das Sommerdreieck findet auch Erwähnung in der zweiten Liedstrophe, ebenso wie das Sterneanschauen sich durch den gesamten Liedtext zieht. Die künstlerische Leitung und das Design stammen von Yoshiki Usa. Beide sind Mitglieder von Supercell. Ryo spielte Miwa und Usa das Stück zuvor vor und beschrieb grob dessen Thematik, ließ ihnen aber bei der grafischen Gestaltung volle Freiheit.

## Veröffentlichung und Rezeption
Kimi no Shiranai Monogatari wurde am 12. August 2009 in einer limitierten und einer regulären Fassung auf CD durch Sony Music in Japan veröffentlicht. Die limitierte Fassung enthielt zusätzlich eine DVD mit einem Musikvideo und einem Fernseh-Werbespot zu Kimi no Shiranai Monogatari, sowie Sticker mit Illustrationen vom Supercell-Mitglied Redjuice die Figuren aus Bakemonogatari darstellten. Das Lied erreichte Platz 5 in den wöchentlichen Oricon-Singlecharts und verkaufte sich über 30.000-mal in der ersten Woche. In der folgenden Woche blieb es in den Top 10 auf Platz 6 und verblieb in den Charts für 66 Wochen. In den Billboard Japan Hot 100 stieg Kimi no Shiranai Monogatari auf Platz 9 ein. Im Januar 2010 erhielt Kimi no Shiranai Monogatari den Goldstatus der Recording Industry Association of Japan (RIAJ) für 100.000 verkaufte Musikdownloads auf Mobiltelefonen (Chaku Uta Full), sowie im Februar 2010 eine Goldene Schallplatte für 100.000 verkaufte physische Kopien innerhalb eines Jahres.

## Musikvideo
Das Musikvideo wurde in der Stadt Chōshi gedreht, wobei auch der Bahnhof Tokawa der Chōshi-Bahn und der Leuchtturm Inubōsaki sichtbar sind. Regisseur des Videos war Hirohisa Sasaki. Im Video tritt weder ein Mitglied von Supercell noch die Sängerin Nagi auf, sondern stattdessen die Schauspieler Marika Fukunaga, Shuto Tanabe und Naho Kitade, die neben fünf anderen Personen Mitglieder eines Oberschul-Astronomieklubs spielen. Fukunaga, Tanabe und Kitade sind in einer Dreiecksbeziehung bei der Fukunaga Gefühle für Tanabe hat, der wiederum eine Beziehung mit Kitade eingehen will. Die Zeit vergeht von den Sommerferien zum Schulabschluss. Tanabe gibt Fukunaga als Abschiedsgeschenk einen Eisstiel mit seiner Adresse in Tokio wohin er ziehen will und verabschiedet sich am Bahnhof von Kitade, wobei angedeutet wird das er sich von dieser getrennt hat und nun mit Fukunaga eine neue Beziehung anfangen will. Nach weiterer Zeit, wird gezeigt wie Fukunaga, nachdem sie sich an ihre Zeit mit Tanabe erinnert, den Eisstiel in den Ozean wirft. Schließlich endet das Video mit einem Rückblick wie Fukunaga, Tanabe und Kitade glücklich das Sommerdreieck beim Leuchtturm Inubōsaki betrachten. Innerhalb des Videos wird das Sommerdreieck dabei zweimal gezeigt als Anspielung auf den Anfang der es erwähnenden zweiten Strophe.

## Titelliste
1. Kimi no Shiranai Monogatari (君の知らない物語) – 5:40
2. Love & Roll – 4:53
3. Theme of “Cencoroll” – 1:24
4. Kimi no Shiranai Monogatari – TV Edit (君の知らない物語 -TV Edit-) – 1:29
5. Kimi no Shiranai Monogatari – Instrumental (君の知らない物語 -Instrumental-) – 5:40

## Beteiligte
| Supercell - Ryo – Komponist, Liedtexter - Yoshiki Usa – Künstlerische Leitung, Design - Shirow Miwa – Illustrationen - Redjuice – Illustrationen Weitere Musiker - Nagi – Gesang - Susumu Nishikawa – Gitarre - Okiya Okoshi – Gitarre - Hiroo Yamaguchi – Bass - Yuichi Takama – Bass - Tom Tamada – Schlagzeug - Shunsuke Watanabe – Piano | Produktion - Shunsuke Muramatsu – Executive Producer - Yu Tamura – Executive Producer - Eiji „Q“ Makino – Abmischung - Koji Morimoto – Abmischung - Yuji Chinone – Mastering - Masami Hatta – Produktkoordination - Eiichi Maruyama – Director - Taishi Fukuyama – Vocal Direction - Madoka Yanagi – A&R |